# Djawhar ben Abd Allah
Djawhar ben Abd Allah al-Sakali (Djarshar, Djauhar, Djawhar, Gehoar, Jauhar; oko 911., Cavtat - 28. siječnja 992. Kairo), državnik i vojskovođa hrvatskoga podrijetla.
Uz njegovo je ime išao i nadimak al-Saqlabi (izvorno "poput bijeloga graha") što je s vremenom postalo ime za Slavene, još je poznat i kao al-Rumi - Roman ili Latin, te al-Siqilli (Sicilijanac) gdje je u današnjem Palermu postojala slavenska četvrt, u samoj luci, što govori o naravi posla i podrijetlu onih koji su ondje obitavali. Radilo se o Slavenima koji su poznavali vještinu brodogradnje i pomorske navigacije. Al-Djawhar je odande doveden kao rob, u Tunis, zajedno s ocem, on je naime sin Antunov, "ibn-Antun", što je ekskluzivno hrvatski oblik imenice Anton, dok njegovo vlastito hrvatsko ime ostaje nepoznato. Dospio je u službu kalifa al-Kaima od 935-949., zatim je bio tajnikom  al-Mansura, te na koncu postaje generalom u službi al Mu'izza, i vrhovnim zapovjednikom njegove vojske. Nanio je više poraza brojnijim berberskim i omejidskim vojskama i unio Magreb pod vlast šiitskih Fatimida.
Po tome je osvojio Egipat, postao njegov guverner, utemeljio Kairo i u njemu započeo 970. izgradnju džamije "najblistavija!" - Al-Azhar, koju svečano otvara 22. lipnja 972. godine. Iz javnoga se života povlači 4. travnja 972. godine.
O Djawharu postoji znatna bibliografija povijesnih radova od onih iz pera Lava Afričkog alias Al-Hasan ibn Muhammad al-Fa'si pa preko niza njemačkih, engleskih, hrvatskih, talijanskih do francuskih povjesničara. U okviru teme znanstvenoga skupa Odnos Hrvata i Arapa u srednjem vijeku održanog 1986. godine u Bochumu i Zagrebu ovaj arapski vojskovođa i državnik hrvatskoga podrijetla predstavlja jednu od glavnih tema tih znanstvenih susreta, a tad se po prvi put dublje zalazi u dugo vremena skrivane i neistraživane spoznaje o Hrvatima u islamu i u arapskome svijetu.